# Optische isomerie

(S)-(+)-melkzuur (links) and (R)-(–)-melkzuur (rechts) zijn spiegelbeelden van elkaar

Optische isomerie of enantiomerie is een vorm van stereo-isomerie die optreedt zodra een molecuul een asymmetrisch (chiraal) centrum bevat. De meeste van dergelijke moleculen kunnen de polarisatierichting van gepolariseerd licht verdraaien.
Het chirale centrum is meestal een koolstofatoom met vier verschillende zijgroepen (asymmetrisch koolstofatoom). Dit kan ook een ander atoom zijn (zoals stikstof of fosfor), of zelfs de volledige structuur, zoals een alleen. Het onderste plaatje toont een chiraal molecuul en zijn spiegelbeeld. Het spiegelbeeld kan niet verkregen worden door het originele molecuul te draaien. Dergelijke isomeren worden enantiomeren genoemd. Een molecuul kan ook meerdere chirale centra hebben. Als deze allemaal worden gespiegeld, levert dit een spiegelbeeld op, dus een enantiomeer. Als niet alle centra worden gespiegeld, dan is het resultaat noch door draaiing noch door spiegeling van het origineel te verkrijgen. Dergelijke isomeren worden diastereomeren genoemd.

## Geschiedenis
Wijnsteenzuur is een van de eerste verbindingen waarbij deze soort stereo-isomerie ontdekt werd, (Louis Pasteur, 1848) omdat de optische isomeren van het zout natrium-ammoniumtartraat (zout van wijnsteenzuur) afzonderlijk uitkristalliseren in kristallen die elkaars spiegelbeeld zijn. Dit soort verbindingen heten conglomeraten, en die zijn handmatig met een microscoop en een pincet van elkaar te scheiden.
In 1870 publiceerde Jacobus van 't Hoff zijn model van het tetraëdisch koolstofatoom, waarmee deze bevinding een theoretische basis kreeg.
De Nederlandse kristallograaf Johannes Bijvoet ontdekte in de jaren zestig van de twintigste eeuw dat spiegelbeeldige moleculen onder sommige omstandigheden met kristallografische methoden uit elkaar kunnen worden gehouden. Hij heeft daarbij veel onderzoek gedaan aan de optische isomeren van wijnsteenzuur. De verschillen in de metingen die hij ontdekte worden nu Bijvoet-verschillen genoemd. Kristallografische technieken zijn nog steeds de enige mogelijkheid om de zogenaamde absolute configuratie van optische isomeren vast te leggen.

## Terminologie
- Enantiomeer. Per asymmetrisch koolstofatoom wordt het aantal optische isomeren van een verbinding gewoonlijk verdubbeld. Twee aan twee zijn deze verbindingen elkaars spiegelbeeld; deze paren noemt men enantiomeren. Hierin zijn alle asymmetrische koolstofatomen gespiegeld ten opzichte van het origineel.
- Diastereomeer. De optische isomeren, waarin niet alle asymmetrische koolstofatomen gespiegeld zijn, zijn diastereomeren.
- Epimeer. Een diastereomeer waarin exact één asymmetrisch koolstofatoom gespiegeld is, wordt een epimeer genoemd.
- Racemaat / racemisch mengsel. Een mengsel van gelijke hoeveelheden van twee verbindingen die elkaars spiegelbeeld zijn (enantiomeren), wordt een racemisch mengsel of racemaat genoemd. Optische isomeren van sommige verbindingen kunnen ook bij kamertemperatuur vanzelf in elkaar overgaan. Dit wordt racemiseren genoemd.
- Mesovorm. Een stof met meerdere asymmetrische koolstofatomen, kan een optisch isomeer hebben, dat gelijk is aan zijn spiegelbeeld en dus symmetrisch is. Dat heet een mesovorm, een verbinding die gelijk is aan zijn eigen spiegelbeeld en waarbij twee asymmetrische koolstofatomen chemisch identiek zijn geworden. Wijnsteenzuur is een voorbeeld van een dergelijke verbinding. Wijnsteenzuur heeft twee asymmetrische koolstofatomen. Wanneer die beide de tegengestelde configuratie hebben spreekt men van meso-wijnsteenzuur. Wijnsteenzuur heeft dus in totaal drie in plaats van vier optische isomeren.
- Optisch zuiver. Een stof wordt optisch zuiver genoemd als slechts een enantiomeer van de stof aanwezig is.
- Enantiomere overmaat. Een maat voor de zuiverheid van een niet optisch zuivere stof is de enantiomere overmaat.

## Eigenschappen

### Effect op gepolariseerd licht
Een opvallende eigenschap van optische isomeren, is het verschijnsel dat de polarisatierichting van gepolariseerd licht verdraaid wordt. Het ene enantiomeer draait de polarisatierichting rechtsom, de andere linksom. Dat verklaart de term optische isomerie.
Een oplossing die de polarisatierichting van een straal doorvallend gepolariseerd licht verandert, heet optisch actief; de oplossing (en de erin opgeloste stof) kan rechtsdraaiend of linksdraaiend zijn. Een racemisch mengsel vertoont geen optische activiteit, omdat de polarisatierichting evenveel naar links als naar rechts wordt gedraaid.

### Fysisch-chemisch
De eenvoudige fysisch-chemische eigenschappen als smeltpunt, oplosbaarheid, en dergelijke van optische isomeren die elkaars spiegelbeeld zijn, zijn gelijk. Ook bij eenvoudige chemische reacties zijn de enantiomeren niet van elkaar te scheiden. Het is dan ook niet mogelijk een racemisch mengsel op deze wijze te scheiden.
Anders is dat als een enantiomeer reageert met een andere asymmetrische verbinding.

### Biochemisch
Optische isomeren reageren op verschillende manieren met andere chemische stoffen die zelf asymmetrisch zijn: vrijwel alle enzymen in het menselijk lichaam werken verschillend op verschillende optische isomeren van eenvoudige organische moleculen en bij de meeste natuurlijke biologische stoffen is er maar een van de mogelijke optische isomeren aanwezig.
Ook bij geneesmiddelen is het in het algemeen zo dat van een farmacon met optische isomeren slechts één vorm het farmacologisch gewenste effect veroorzaakt. Andere, niet werkzame vormen kunnen echter wel bijwerkingen veroorzaken. Bijvoorbeeld geldt dat bij het beruchte geval van thalidomide dat onder de handelsnaam Softenon werd verkocht. Het ene isomeer (dextro-thalidomide) zou onschadelijk zijn, terwijl het andere (laevo-thalidomide) mogelijk de oorzaak was van zeer ernstige geboorteafwijkingen. Vanwege deze verschillende werkingen van optische isomeren gaat de voorkeur tegenwoordig uit naar productie van slechts een van de optische isomeren. Indien een racemisch mengsel wordt gebruikt, dient men voor beide stoffen afzonderlijk goedkeuring aan te vragen van de gezondheidsinstanties.
Alle eiwitten in het menselijk lichaam zijn uitsluitend opgebouwd uit de L-vormen van de optisch actieve aminozuren. De uitzondering is glycine, dat geen optische isomeren heeft, doordat de R-groep van glycine enkel een waterstofatoom is. Het antibioticum penicilline werkt alleen op peptidebindingen van D-alanine, dat voorkomt in de celwand van bacteriën – maar niet in mensen. Het antibioticum doodt bacteriën, maar is onschadelijk voor mensen.

## Nomenclatuur
De benaming van enantiomeren kan gebaseerd zijn op het effect op gepolariseerd licht (de 'draairichting'), of op de structuur. Helaas is er geen correspondentie tussen de drie systemen die hieronder individueel worden besproken, alle combinaties zijn mogelijk.
+ en -
d en l (kleine letters)De aanduiding + betekent dat de stof een rechtsdraaiende invloed op gepolariseerd licht heeft. De aanduiding - betekent dat de stof een linksdraaiende invloed heeft.
D en LD en L zijn de afkortingen van Dextro (rechts) en Laevo (links). D betekent dat de structuur rondom het asymmetrische atoom overeenkomt met rechtsdraaiend glyceraldehyde. L betekent het omgekeerde. Deze aanduidingen zijn bij suikers en aminozuren zeer gebruikelijk.
R en SDe aanduidingen R- en S- zijn gebaseerd op de prioriteitsregels van Cahn, Ingold en Prelog. De letters zijn afkortingen van de Latijnse woorden Rectus (rechts) en Sinister (links). 
 Om vast te stellen of een enantiomeer R- of S- is, wordt aan elke groep die aan het asymmetrisch atoom verbonden is een prioriteit toegekend. Deze prioriteit is gebaseerd op het atoomnummer (eigenlijk atoommassa, maar dat verschil is alleen bij isotoopgelabelde verbindingen belangrijk) van de atomen die aan het asymmetrisch atoom verbonden zijn. Als er meerdere gelijke atomen zijn, worden de atomen verderop in de functionele groep bepalend. 
Vervolgens wordt in gedachten de groep met de laagste prioriteit naar achteren gedraaid, en een rondje gemaakt langs de overige groepen van hoge naar lage prioriteit. Als dit rondje rechtsom gaat, is de stof R, anders is de stof S.

### Specifieke rotatie
Om experimenteel bepaalde rotatiehoeken met elkaar te kunnen vergelijken is het nodig om een norm in te voeren waarbij alle randvoorwaarden constant worden gehouden; een normalisatiecriterium. Deze specifieke rotatiehoek noemt men de specifieke rotatie en voldoet aan de volgende randvoorwaarden:
- temperatuur: 20°C
- golflengte: 589 nm, ook wel bekend als de D-lijn van natrium.

Men noteert deze hoek dan als {\displaystyle [\alpha ]_{D}^{20}}.

### Absolute structuur en polarisatierichting
Het is niet of nauwelijks mogelijk om de polarisatierichting van een enantiomeer te voorspellen aan de hand van de absolute ruimtelijke structuur. Stel dat men een nieuwe optisch actieve verbinding synthetiseert, dan kan men vaststellen of deze rechtsdraaiend (+) of linksdraaiend (-) is, door te meten met gepolariseerd licht. Daarmee weet men nog niet of het enantiomeer R of S is.
Wel kan men aan de hand van het reactiemechanisme eventueel conclusies trekken van de vorm "Als stof X een R-structuur heeft, dan heeft stof Y ook een R-structuur.
Een analytische techniek die al sinds de jaren zeventig regelmatig wordt gebruikt om de absolute structuur van een stof te kunnen bepalen is de röntgendiffractie. Voor relatief eenvoudige en starre moleculen kan ook CD-spectroscopie uitsluitsel geven over de absolute structuur.